# Leo Schwarz
Leo Schwarz (ur. 9 października 1931 w Braunweiler, zm. 26 listopada 2018 w Trewirze) – niemiecki duchowny rzymskokatolicki, w latach 1982–2006 biskup pomocniczy Trewiru.

## Życiorys
Święcenia kapłańskie przyjął 31 lipca 1960 w diecezji trewirskiej. 4 stycznia 1982 papież Jan Paweł II mianował go biskupem pomocniczym tej diecezji, ze stolicą tytularną Abbir Germaniciana. Sakry udzielił mu 28 marca 1982 Hermann Josef Spital, ówczesny biskup diecezjalny Trewiru. 14 marca 2006 zrezygnował ze stanowiska, na niespełna siedem miesięcy przed osiągnięciem biskupiego wieku emerytalnego (75 lat). Od tego czasu pozostawał biskupem seniorem diecezji.